# اورینت اکسپرس (فیلم ۱۹۴۳)
اورینت اکسپرس (مجاری: Orient Express) یک فیلم درام مجارستانی است که در سال ۱۹۴۳ منتشر شد. از بازیگران آن می‌توان به پیری واساری، شاندور پتش و نوشی شومودیی اشاره کرد.